# Franz K. Goerlich
Franz Karl Max Adolf Goerlich (* 26. Juni 1922 in Frankfurt am Main; † 5. Juni 2016) war ein deutscher Geologe und Paläontologe, der in der geowissenschaftlichen Wissenschaftsorganisation der Bundesrepublik Deutschland eine zentrale Rolle spielte.

## Leben
Goerlich studierte (nach Anfängen in Medizin) ab 1940 Naturwissenschaften und speziell Geologie, Mineralogie und Zoologie an der Johann Wolfgang Goethe-Universität Frankfurt am Main unter anderem bei Rudolf Richter. Unterbrochen wurde das Studium durch Wehrdienst unter anderem an der Ostfront (er wurde schwer verwundet) und Kriegsgefangenschaft bis 1949. Noch während des Studiums, das er mit der Dissertation 1953 abschloss, kam er während eines Praktikums bei einer Firma in der Ölexploration zur Mikropaläontologie und war danach (1953–1958) Erdölgeologe bei der Firma C. Deilmann Bergbau GmbH Bentheim/Emsland, (1958–1962) in der Türkei bei Deilmann Petrol Ltd. Sti. Istanbul als Chefgeologe und Leiter der Exploration, zuletzt als Prokurist. Nebenbei hatte er Lehraufträge in Münster und Bonn (1958–1959 Fachgebiet „Mikropaläontologie“). Ab 1963 arbeitete er für die Deutsche Forschungsgemeinschaft als Leiter des Referats II C 5 in der Förderung geowissenschaftlicher Forschung in Bad Godesberg. Zuerst war er für Geophysik und dann für die gesamten Geowissenschaften zuständig. In seine Zeit fiel der Neu- und Wiederaufbau der deutschen geodätischen und geophysikalischen Observatorien, sowie die Förderung wichtiger internationaler und nationaler Projekte wie das International Deep Sea Drilling Program, das International Upper Mantle Project oder das Kontinentale Tiefbohrprogramm (KTB). 1982 ging er in den Ruhestand, blieb aber weiter aktiv, etwa in der Alfred-Wegener-Stiftung.
Er war Mitglied mehrerer nationaler und internationaler Beratungsgremien für Regierungsorgane und Verbände.
Goerlich war Ehrenmitglied mehrerer wissenschaftlicher Gesellschaften und Verbände, Inhaber zum Teil hoher Auszeichnungen und Träger des Verdienstkreuzes 1. Klasse des Verdienstordens der Bundesrepublik Deutschland.
1992 wurde er Ehrenmitglied der Paläontologischen Gesellschaft. 1997 erhielt er den Karl-Heinrich-Heitfeld-Preis. 2007 wurde ihm die Walter-Kertz-Medaille der Deutschen Geophysikalischen Gesellschaft verliehen.

## Schriften
- Geo, Geld und Gute Gründe (Biographien zur Zeitgeschichte; 2). Lit Verlag, Münster 2010, ISBN 978-3-643-10484-7 (Autobiographie).